# العقبة (عبس)

تعديل مصدري - تعديل

العقبة هي إحدى قرى عزلة الوسط بمديرية عبس التابعة لمحافظة حجة، بلغ تعداد سكانها 734 نسمة حسب تعداد اليمن لعام 2004.